# Eksperiment s malim Albertom
Eksperiment s malim Albertom (eng. Little Albert experiment) je psihološki eksperiment proveden 1920. godine s ciljem dokazivanja hipoteze o klasičnom uvjetovanju. Pokrenuo ga je istraživač John B. Watson s asistenticom Rosalie Rayner na Johns Hopkins sveučilištu.
Watson je pretpostavljao da je dječja reakcija straha na glasne zvukove urođena bezuvjetna reakcija. Želio je testirati ideju da bi, slijedeći načela postupka sada poznatog kao "klasično uvjetovanje", mogao uvjetovati dijete da se boji specifičnog podražaja kojeg se dijete inače ne bi bojalo (u ovom slučaju, krznenih predmeta). Prema istraživačkom članku, strah koji je generirao kod djeteta navodno nije bio ni jak ni trajan.
Eksperiment se danas smatra veoma neetičnim.

## Tijek eksperimenta
Dijete koje je u psihološku literaturu ušlo pod imenom "Albert B." bilo je staro devet mjeseci kad je eksperiment započeo.
Prije eksperimenta, beba je bila izložena, nakratko i po prvi put, bijelom štakoru, zecu, psu, majmunu, maskama (sa i bez dlake), pamuku, vuni, i sl. Albert nije pokazao strah ni od jednog od ovih predmeta tijekom osnovnih testova.
Za stvarni eksperiment, kada je Albert već imao 11 mjeseci, stavili su ga na madrac na stol u sredini sobe. Bijeli laboratorijski štakor postavljen je blizu Alberta i dopušteno mu je da se igra s njim. Watson i Rayner bi proizveli glasan zvuk iza Albertovih leđa udarajući čekićem o čeličnu šipku svaki put kad bi beba dotaknula štakora. Albert je na buku reagirao plačući i pokazujući strah. Nakon nekoliko takvih uparivanja dva podražaja, Albertu je ponovno predstavljen štakor. Kad ga je ugledao, Albert se jako uznemirio, plakao je i otpuzao. Očigledno je beba povezala bijelog štakora s bukom. Štakor, izvorno neutralan podražaj, postao je uvjetovani podražaj i izazivao je emocionalnu reakciju (uvjetovana reakcija) sličnu uznemirenosti (bezuvjetna reakcija) izvorno zadanu buci (bezuvjetni podražaj).
U daljnjim eksperimentima, činilo se da je Mali Albert generalizirao svoj odgovor na bijelog štakora. Uznemirio se pri pogledu na nekoliko drugih krznenih predmeta, poput zeca, krznenog psa, pa čak i maske Djeda Mraza s bradom od vate.

### Posljedice
Albert je na kraju eksperimenta imao oko godinu dana. Iako je Watson raspravljao o tome što bi se moglo učiniti kako bi se uklonili Albertovi uvjetovani strahovi, nije pokušao provesti takvu desenzibilizaciju nad Albertom, i smatra se da je djetetov strah od dlakavih predmeta i bića nastavio postojati i nakon eksperimenta.
Watson je kasnije održao niz predavanja opisujući eksperiment. Na jednom od tih predavanja prisustvovala je Mary Cover Jones, što ju je potaknulo da nastavi rad u psihologiji. Jones je provela eksperiment kako bi otkrila kako eliminirati reakcije straha kod djece i proučavala je dječaka po imenu Peter, koji je imao dvije godine. Peter je dijelio slične strahove od bijelih zečeva i krznenih predmeta kao i mali Albert. Jones je uspjela povećati Peterovu toleranciju na bijele zečeve tako što ga je izlagala životinji, što je poznato kao izravno uvjetovanje, a Peter je komunicirao s djecom koja se nisu bojala zeca. Mary Cover Jones bila je prva psihologinja koja je desenzibilizirala reakciju uvjetovanog straha i time je postala poznata kao "majka bihevioralne terapije".

## Identificiranje malog Alberta
Kako Watson i Rayner u svom istraživačkom radu nisu naveli točan identitet djeteta korištenog kao subjekt u eksperimentu, misterija o identitetu malog Alberta mučila je psihologe i istraživače gotovo 100 godina, a neke i danas.
Godine 2009. psiholozi Hall P. Beck i Sharman Levinson objavili su članak u kojem su tvrdili da su otkrili pravi identitet "Alberta B." Nakon pregleda Watsonovih publikacija, istraživanja javnih dokumenata (kao što je popis stanovništva Sjedinjenih Država iz 1920. i državna evidencija rođenih i umrlih) i facijalnih rekonstrukcija, Beck je tvrdio da je Albert bio pseudonim za Douglasa Merrittea, sina Arville Merritte, žene koja je navodno bila dojilja u domu Harriet Lane.
Kasnije je otkriveno da je Douglas Merritte bolovao od hidrocefalusa, od kojeg je umro u dobi od 6 godina. S ovim stanjem, kada postoji nakupljanje cerebrospinalne tekućine u mozgu, Merritte je možda imao ozbiljne probleme s vidom za vrijeme eksperimenta, a to osporava Watsonovu tvrdnju da je dotično dijete bilo prosječno i zdravo.

## Kritike i etičke kontroverze
Eksperiment se danas smatra neetičkim prema etičkom kodeksu Američke psihološke udruge, a donesen je i zakon za sprječavanje takvih potencijalno štetnih eksperimenata. Psiholozi su oduvijek kritizirali eksperiment zbog iznimno štetnog utjecaja na psihu djeteta i apsolutnog zanemarivanja posljedica, pogotovo nakon saznanja o djetetovoj urođenoj bolesti i krhkom zdravstvenom stanju. S obzirom na upitne metode i vrlo oskudno bilježenje, eksperiment se danas čini više sadistički nego opravdano proveden s ciljem razvitka znanja o dječjoj psihologiji.